# Pömer von Diepoltsdorf

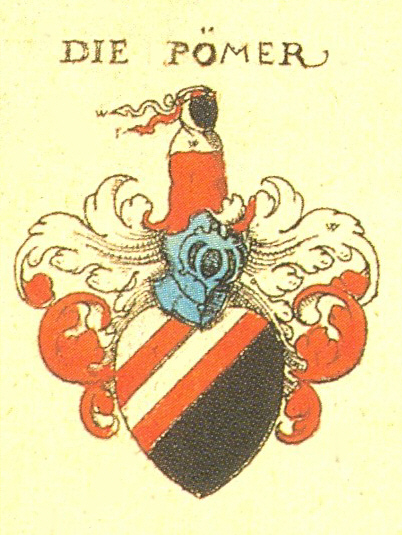
Wappen der Pömer

Die Pömer von Diepoltsdorf waren eine Patrizierfamilie der Reichsstadt Nürnberg, erstmals urkundlich in Nürnberg erwähnt um 1286. Die Pömer waren, mit kurzen Unterbrechungen, ab 1395 bis zum Ende der reichsstädtischen Zeit im Jahre 1806 im „Inneren Rat“ vertreten und gehörten nach dem „Tanzstatut“ zu den „neuen“ ratsfähigen Geschlechtern. 1814 sind sie erloschen.

## Geschichte
Die Abstammung der Pömer ist nicht geklärt. Dem Hallerbuch von 1533 zufolge stammten sie aus Pommern und sollen bereits im späten 13. Jahrhundert in Nürnberg gelebt haben. Im Jahre 1286 wurde erstmals ein „Pomero“ in Nürnberg genannt; 1289 ein Ortlieb, Schwiegersohn des Pomero (eventuell ein Mitglied der Patrizierfamilie Ortlieb); 1302 und 1311 die Tochter eines Pomero. Es ist unklar, ob diese Personen der späteren Patrizierfamilie Pömer zuzurechnen sind.
Die Pömer betrieben Fernhandel und waren mit Mitgliedern bedeutender Patrizierfamilien wie zum Beispiel den Behaim, Haller, Kreß, Pfinzing und Tucher verehelicht.
Georg Pömer war 1395 als erstes Mitglied der Familie im Inneren Rat vertreten und wurde dadurch Mitglied des Nürnberger Patriziats. Hector Pömer, der bedeutendste Vertreter des Geschlechts, war Propst von St. Lorenz. 1522 berief er Andreas Osiander zum Prediger und beeinflusste damit maßgeblich die Reformation in Nürnberg.  Heute erinnert im Nürnberger Stadtteil Großgründlach eine Straße an ihn.
1689 erwarb Georg Christoph Pömer durch die Heirat mit Maria Magdalena Stockammer (Stockamer) den namengebenden Herrensitz Diepoltsdorf. Die Pömer nannten sich seitdem „Pömer von Diepoltsdorf“. 1697 wurde der Namenszusatz als Adelstitel anerkannt. Georg Wilhelm Pömer musste den Herrensitz wegen wirtschaftlicher Schwierigkeiten bereits 1760 wieder verkaufen. Mit Georg Friedrich Wilhelm von Pömer von Diepoltsdorf starben die Pömer 1814 in männlicher Linie aus.

## Ehemalige Besitzungen (Auszug)
- ????–1425 das Dorf Röckenhof

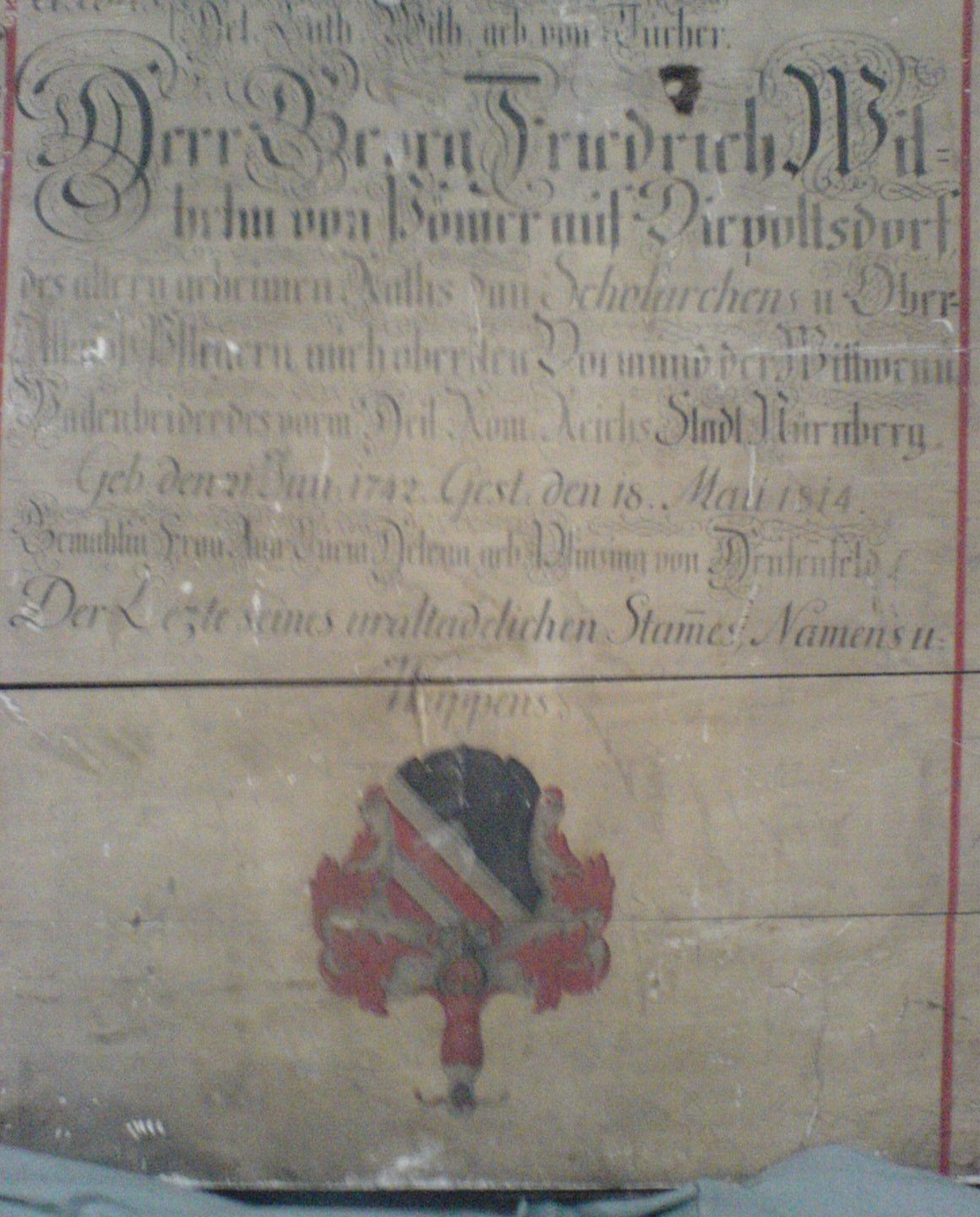
Pömerepitaph in der Nürnberger Sebalduskirche (Ausschnitt mit Eintrag des letzten Namensträgers und dem – zum Zeichen des Erlöschens – auf den Kopf gestellten Wappen, 1814)

- 1370–1514 den Herrensitz Röckenhof
- ????–???? Grundbesitz in Kleingeschaidt
- 1568–1579 das Baderschloss in Mögeldorf
- 1611–1632 den Herrensitz Steinach (Fürth)
- ????–???? Grundherrschaft Menschhof bei Kirchensittenbach
- 1689–1760 den Herrensitz „Neue Behausung“ in Diepoltsdorf
- 1695–1700 den Herrensitz Vogelsgarten in der Tullnau
- 1716–1763 den „Kressenhof“ in Erlenstegen
- 1748–1780 den „Pömerschen Sitz“ in Erlenstegen (1944 abgebrannt)

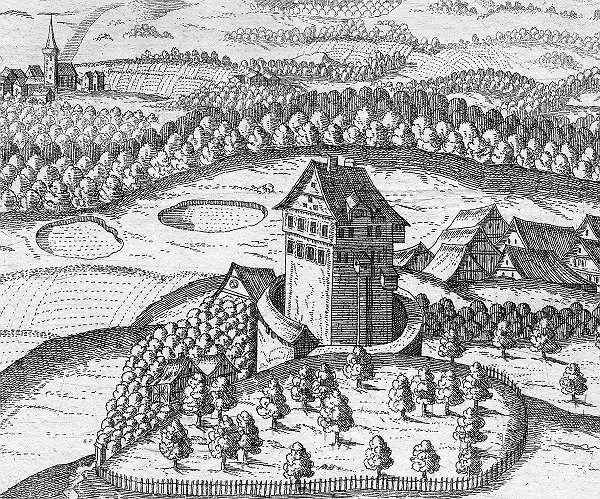
Weiherschloss Röckenhof (um 1680)
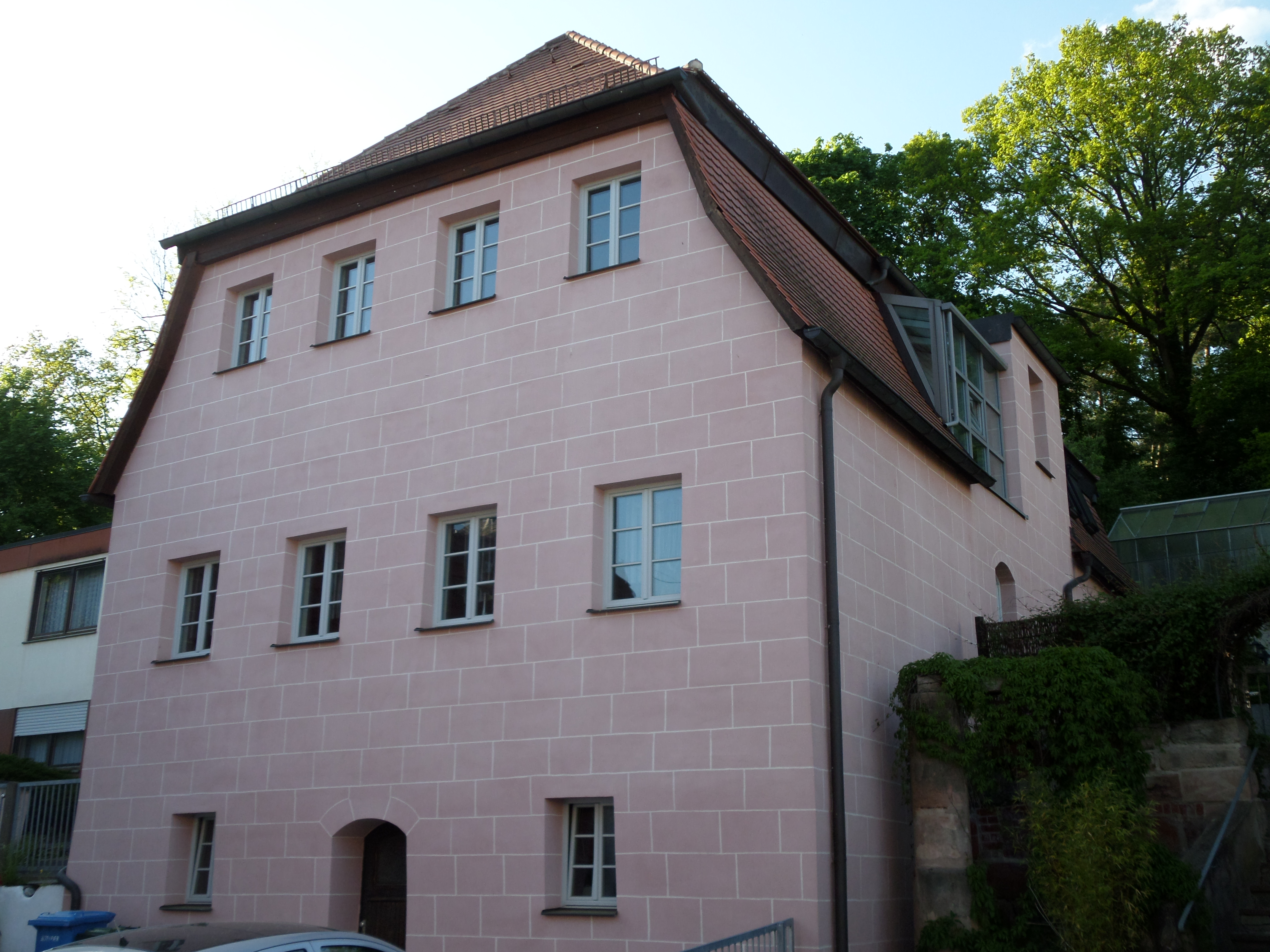
„Kressenhof“, Erlenstegen

## Stiftungen (Auszug)
- Das Pömerepitaph in der Nürnberger Sebalduskirche aus dem 18. Jahrhundert hält die Lebensdaten mehrerer Generationen der Familie fest (im Zweiten Weltkrieg schwer beschädigt).
- Das Pömerepitaph von Veit Stoß (1520) mit der Auferweckung des Lazarus, vormals an der Außenwand von St. Sebald, stark zerstört, Reste befinden sich heute im Germanischen Nationalmuseum.
- Das Pömerfenster in der Sebalduskirche, zweites Seitenschiffjoch des Langhauses von Westen; gestiftet vom geadelten Ratsherrn Wolf II. Pömer († 1523).[1]

## Familienmitglieder
- Hector Pömer (1495–1541), Propst von St. Lorenz
- Wolf Albrecht Pömer (?–?), um 1633 Pfleger der Festung Lichtenau
- Georg Friedrich Wilhelm Pömer von Diepoltsdorf (1742–1814), letzter männlicher Vertreter des Geschlechts

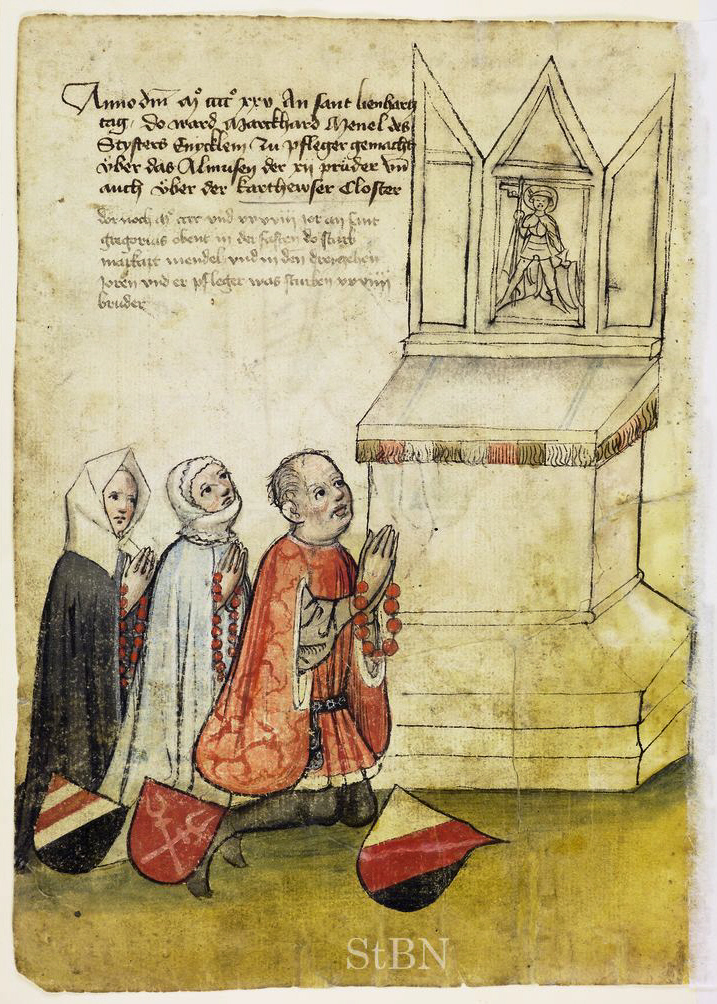
Anna Pömer († 1449), links, mit ihrem Ehemann Marquard Mendel
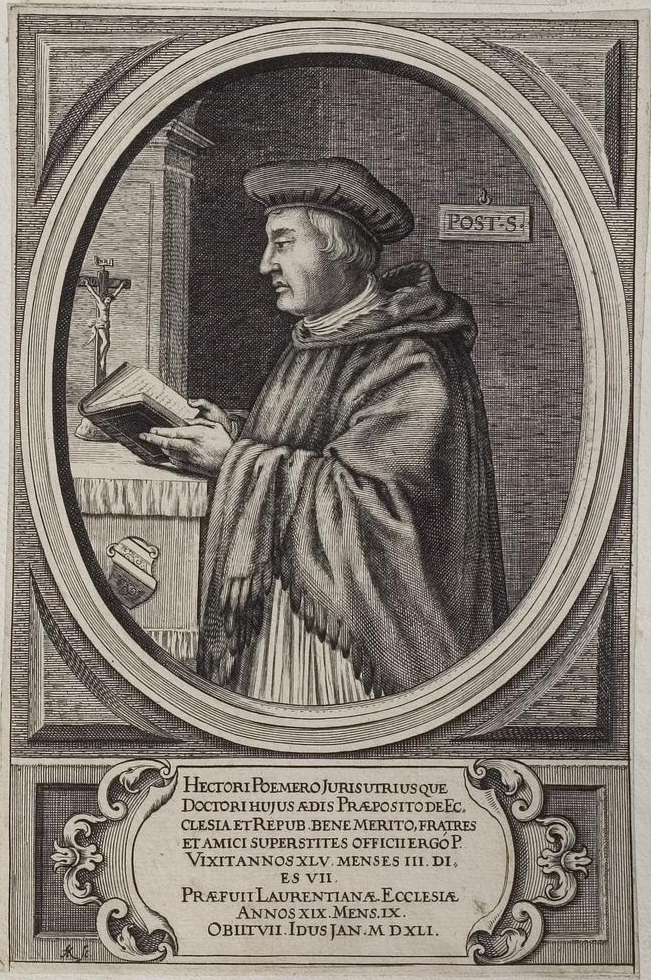
Hektor Poemer (1495–1541), Propst von St. Lorenz
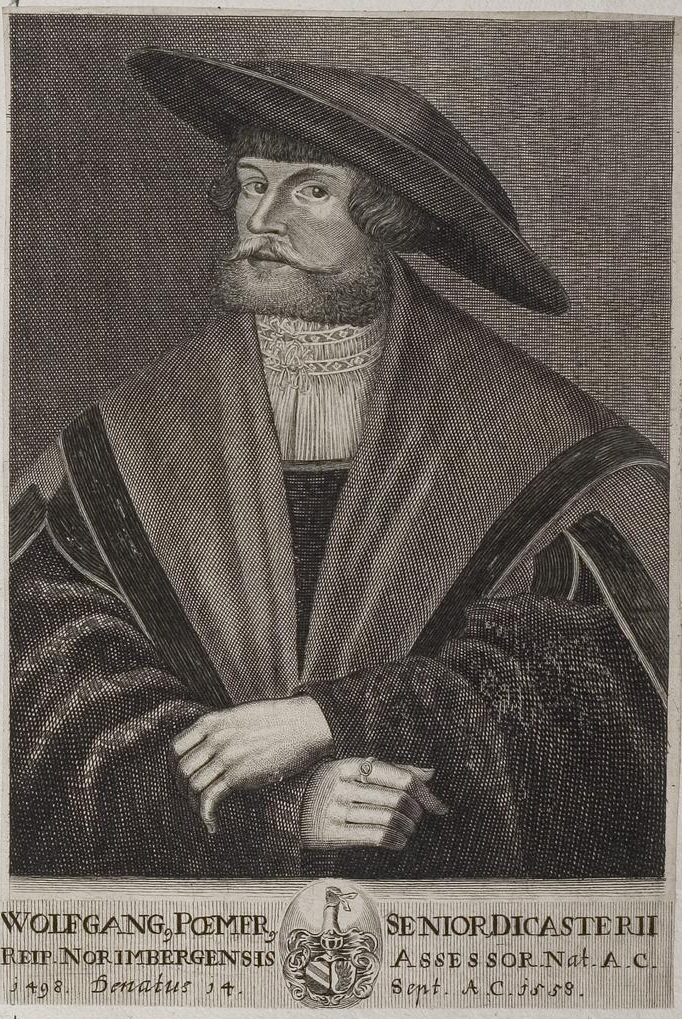
Wolff Poemer (1498–1558), Schöffe
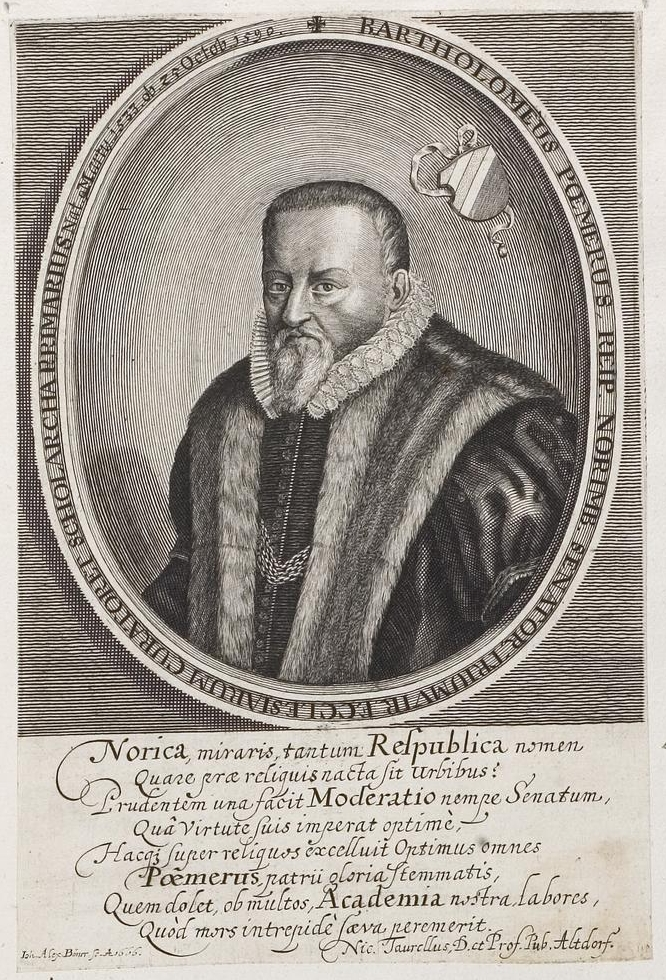
Bartholomäus Pömer von Diepoltsdorf (1533–1590), Richter
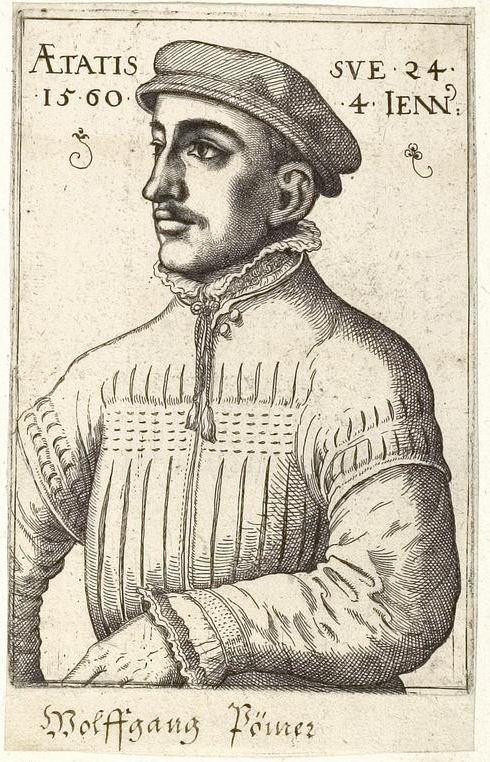
Wolff Pömer (1536–1601), Richter und Losungsrat (von Virgil Solis)
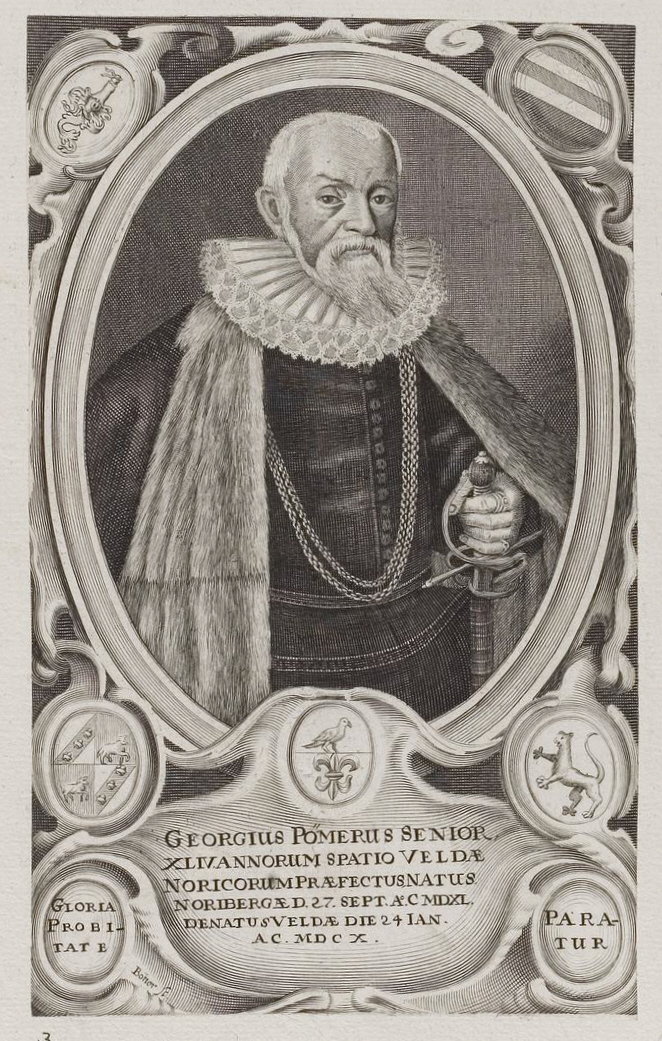
Georg Pömer (1540–1610), Pfleger zu Velden und Hauseck
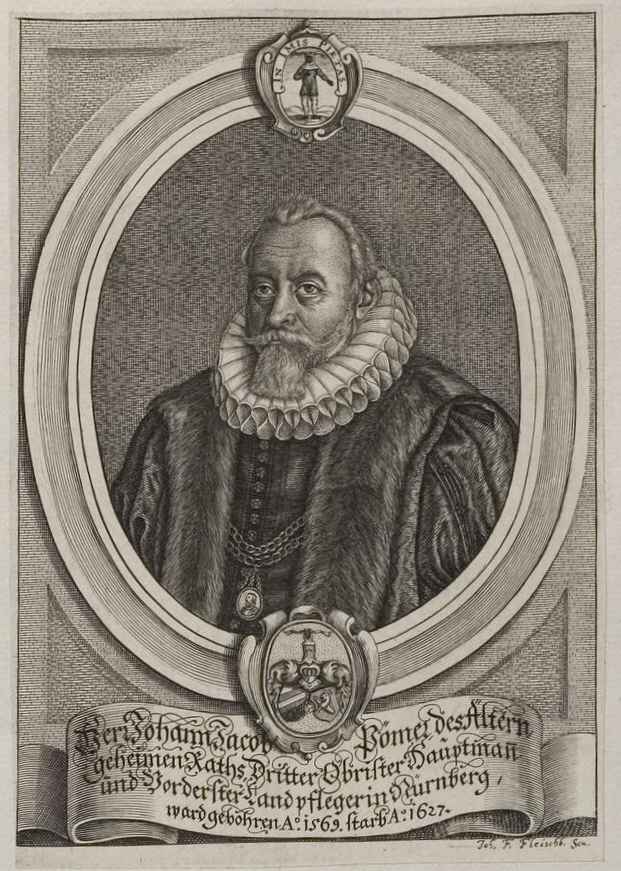
Johann Jakob Pömer (1569–1627), Schöffe, Ratsherr, Hauptmann, Landpfleger
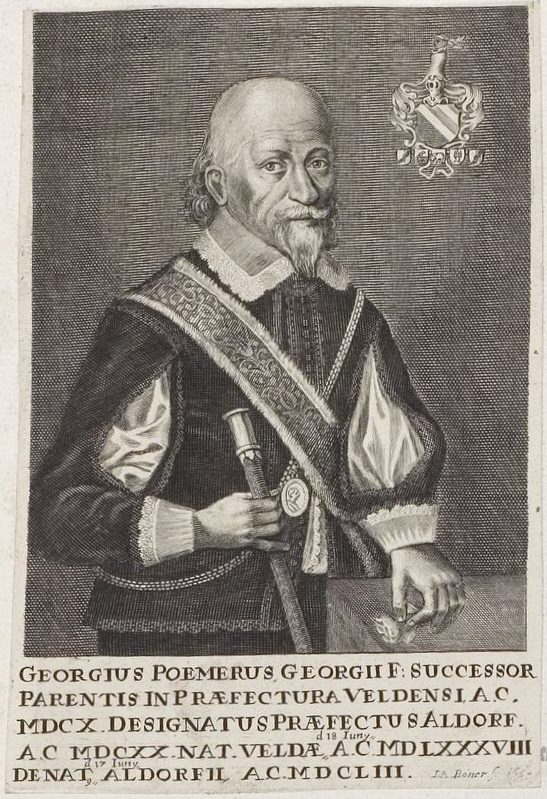
Georg Pömer (1588–1653), Stadtpräfekt von Altdorf
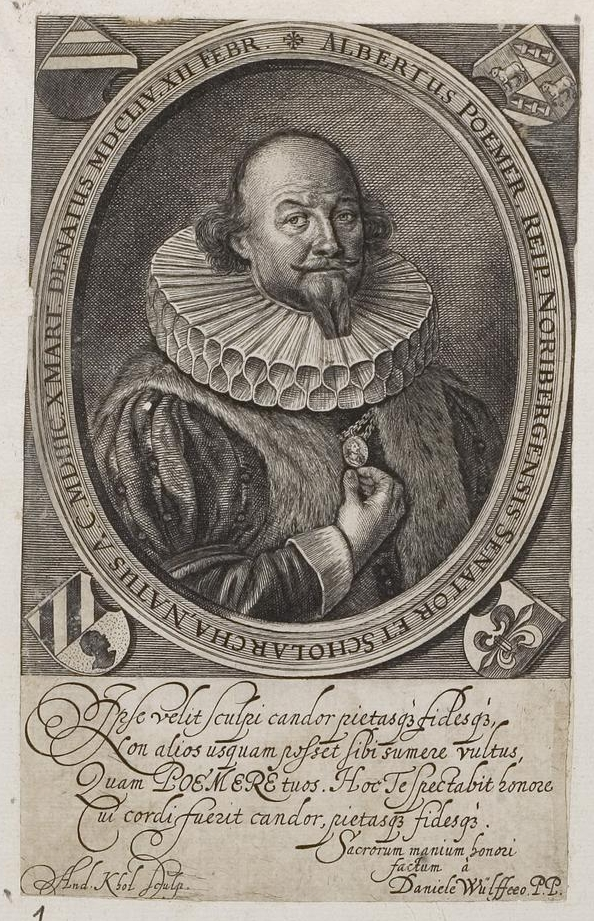
Albert Pömer (1597–1654), Ratsherr
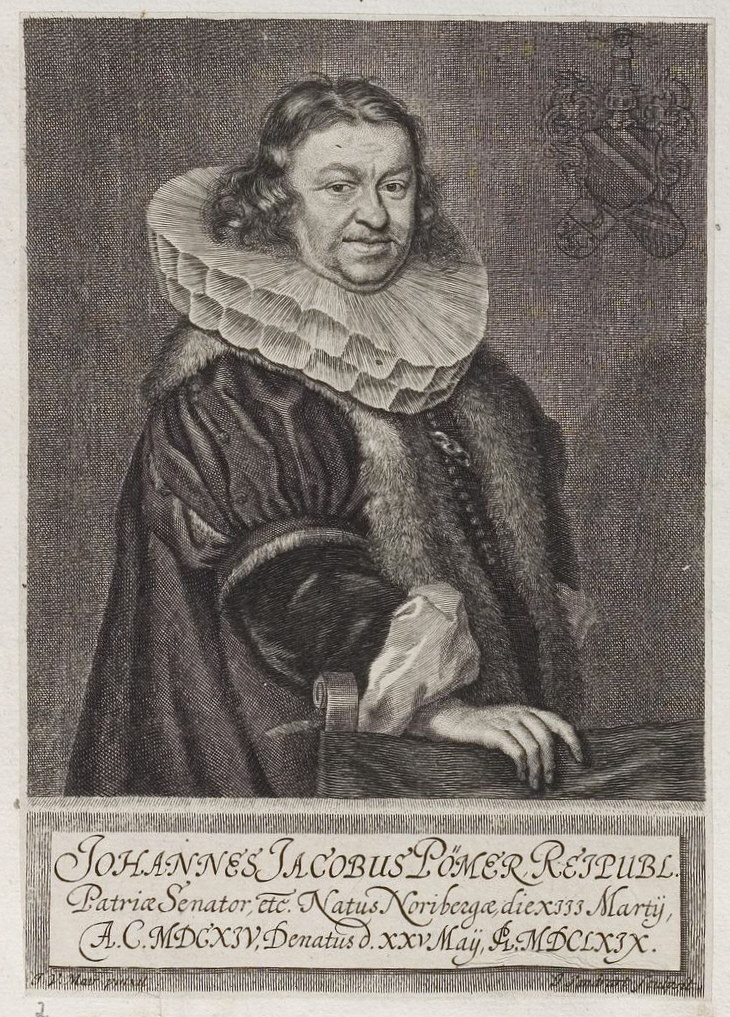
Johann Jacob Poemer (1614–1669), Ratsherr
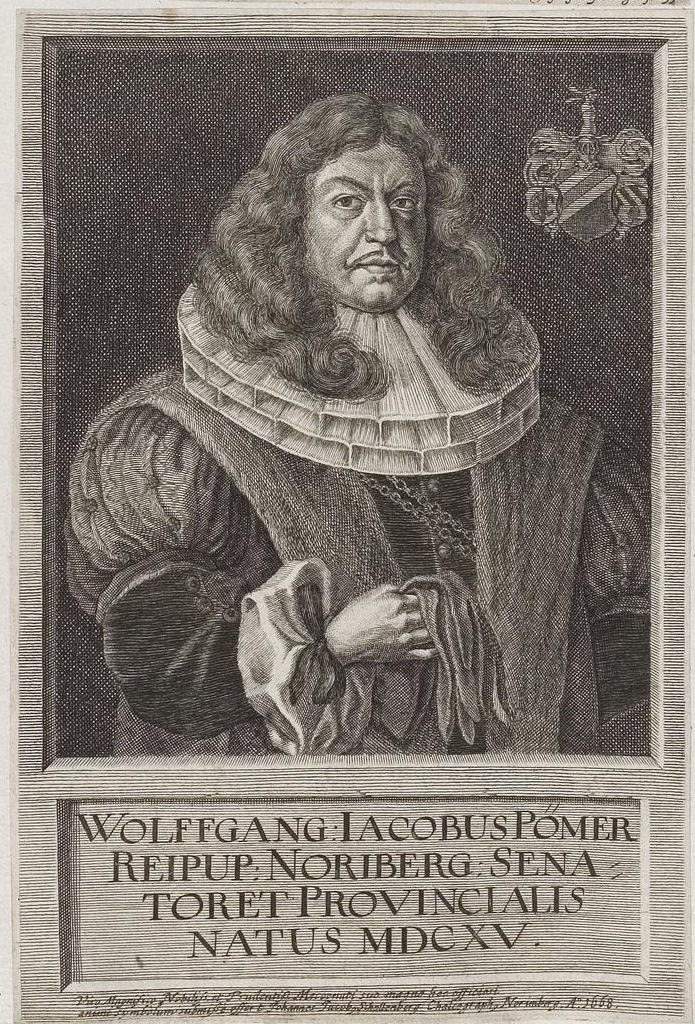
Wolfgang Jakob Pömer d. J. (1615–1670), Ratsherr und Bürgermeister
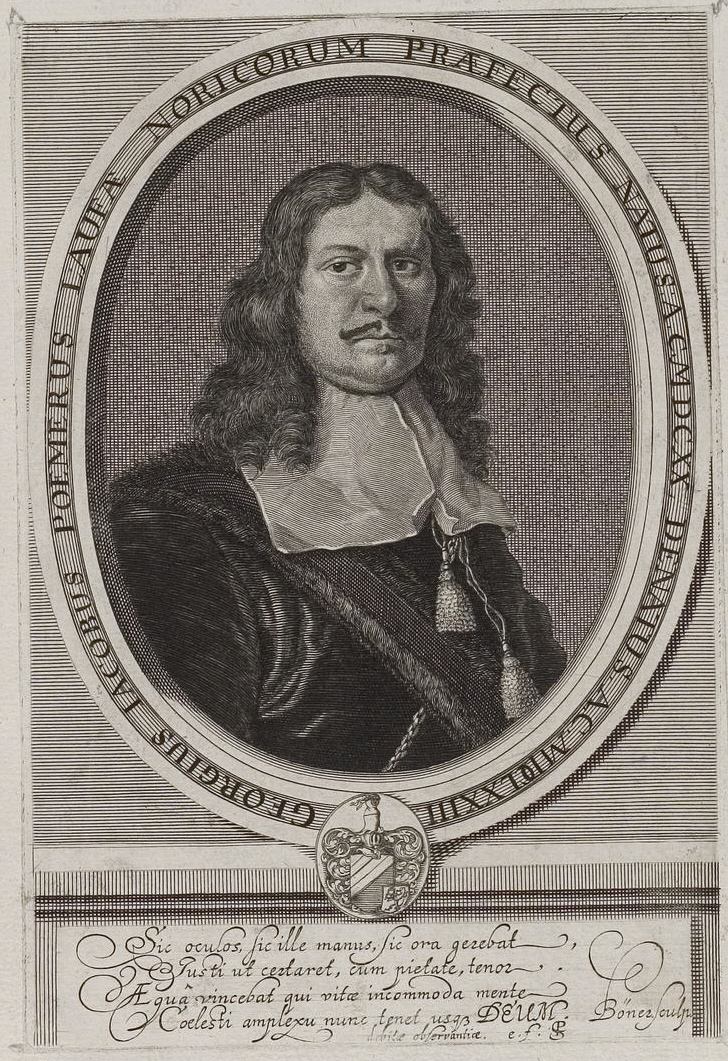
Georg Jakob Pömer (1620–1673), Ratsherr, Pfleger in Lauf
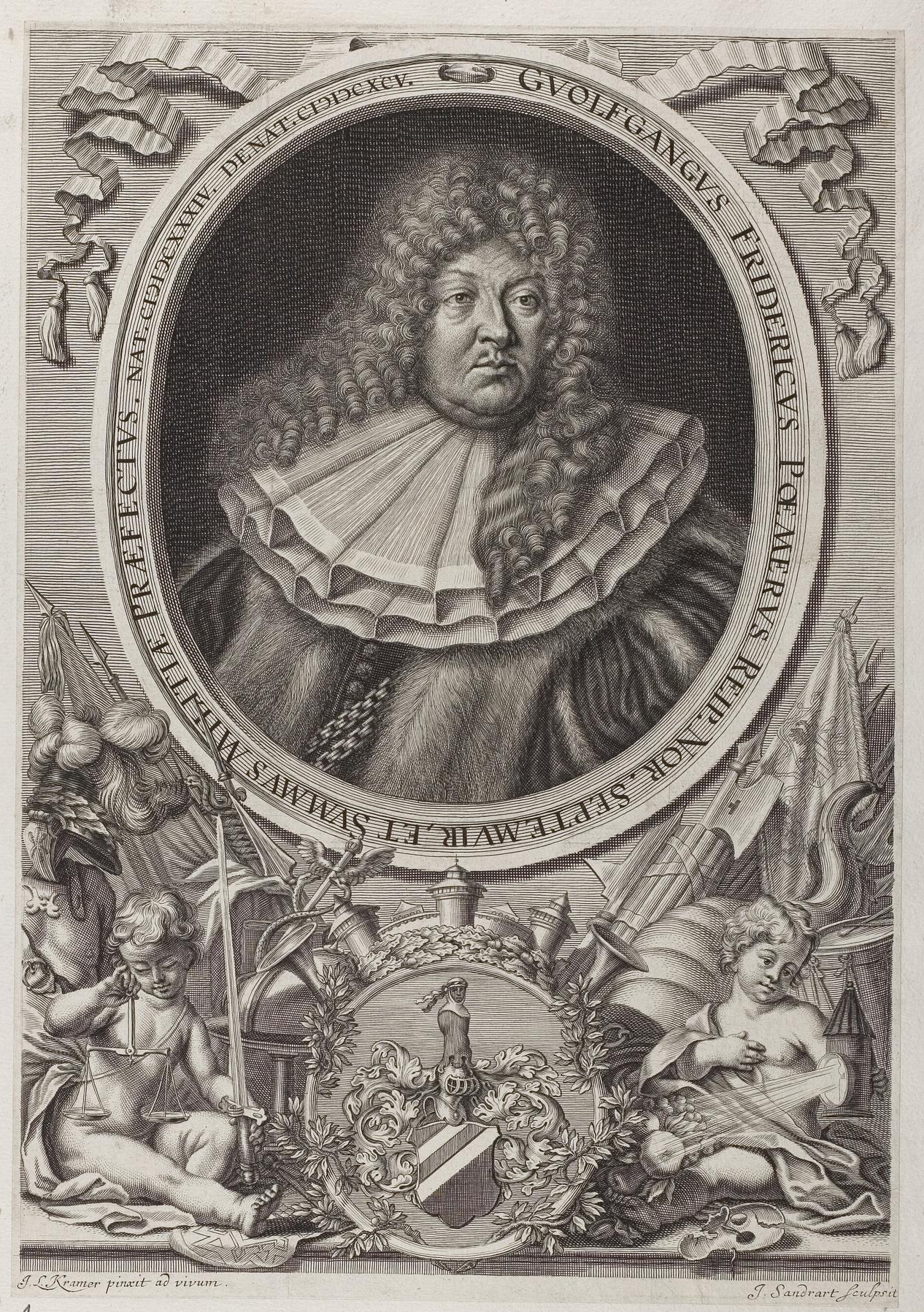
Wolf Friedrich Pömer (1634–1695), Stadthauptmann
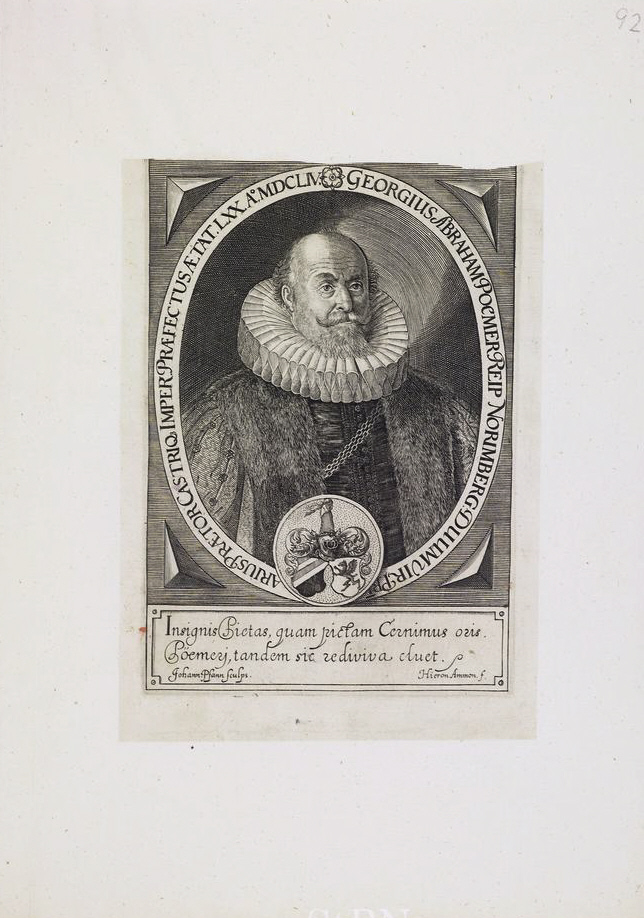
Georg Abraham Pömer, Pfleger der Mendelschen Zwölfbrüderstiftung (1654)
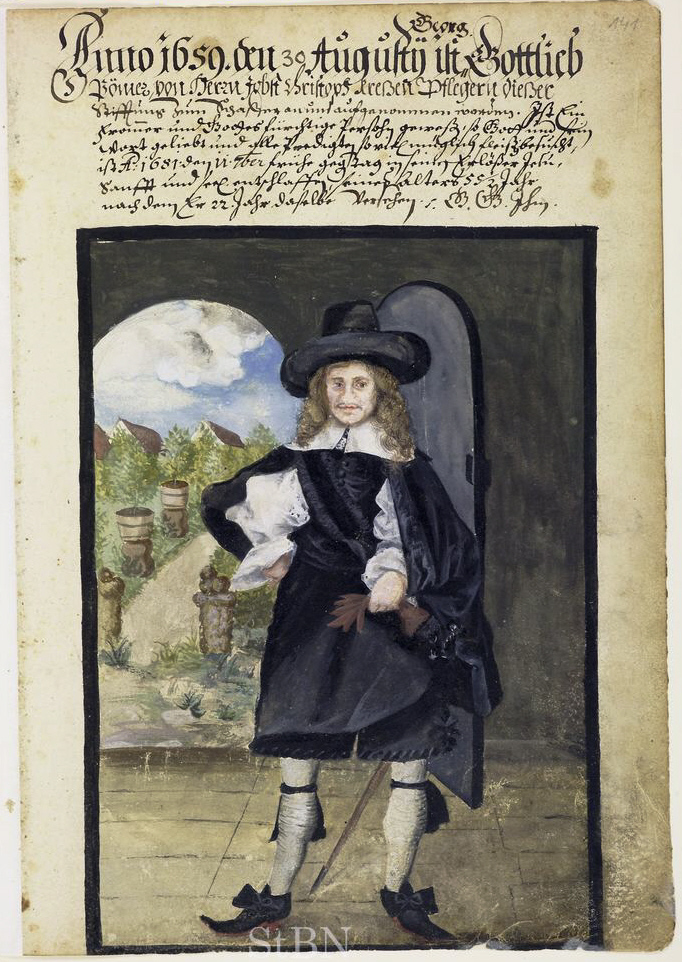
Georg Gottlieb Pömer, Schaffer (1659)
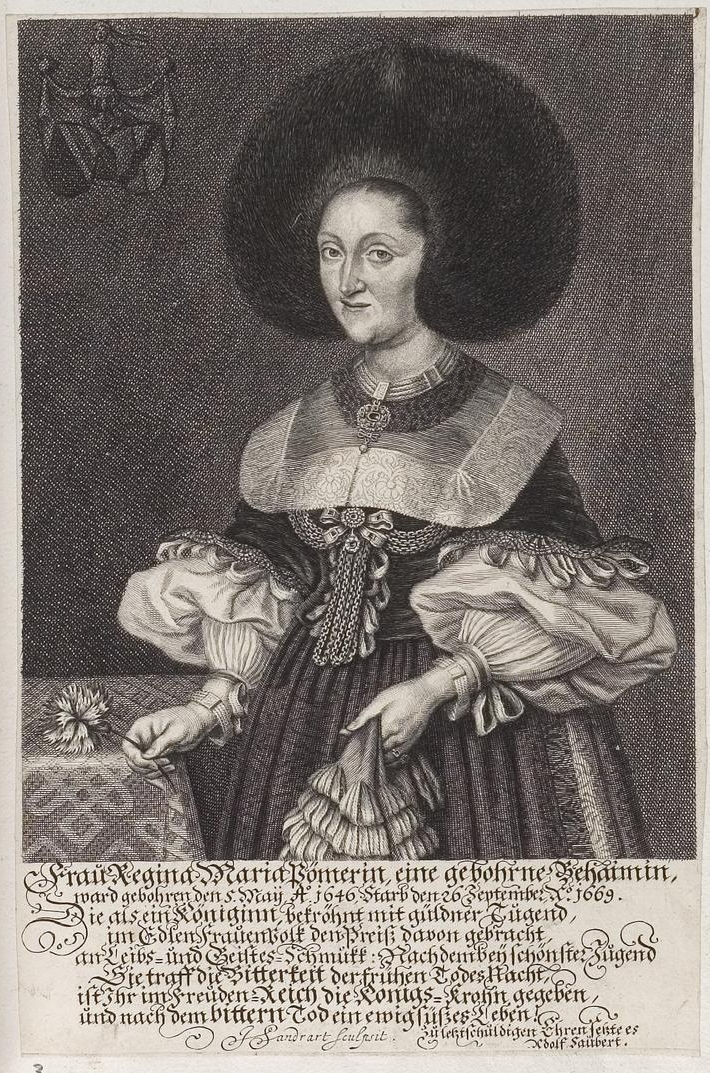
Regina Maria Pömer geb. Behaim (1646–1669), Ehefrau von Gabriel Pömer
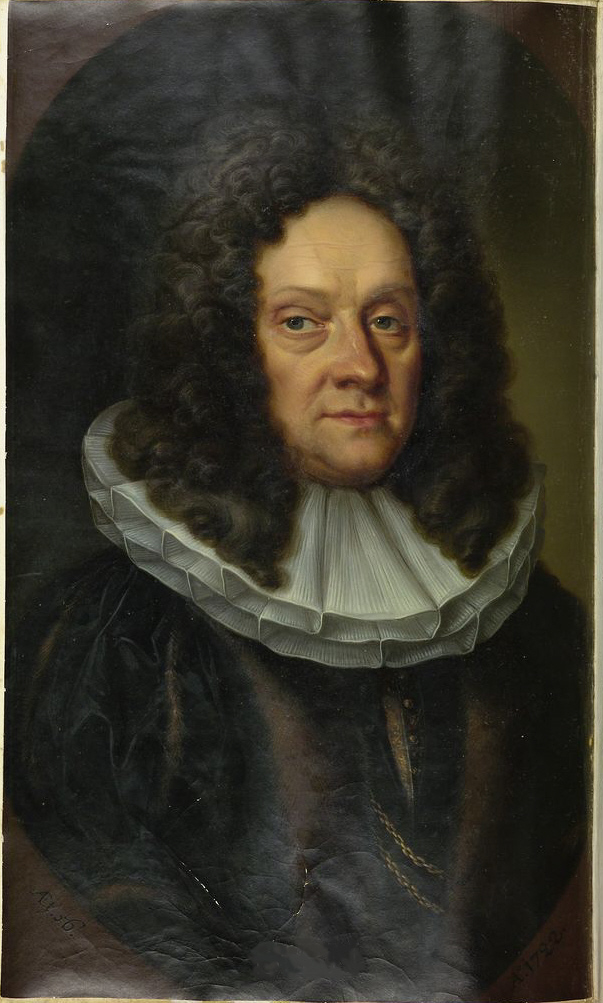
Georg Paul Pömer, Pfleger der Landauer'schen Zwölfbrüderstiftung (1722)

## Wappen
Schrägrechts geteilt, oben von Rot und Silber vierfach geschrägt, unten schwarz.

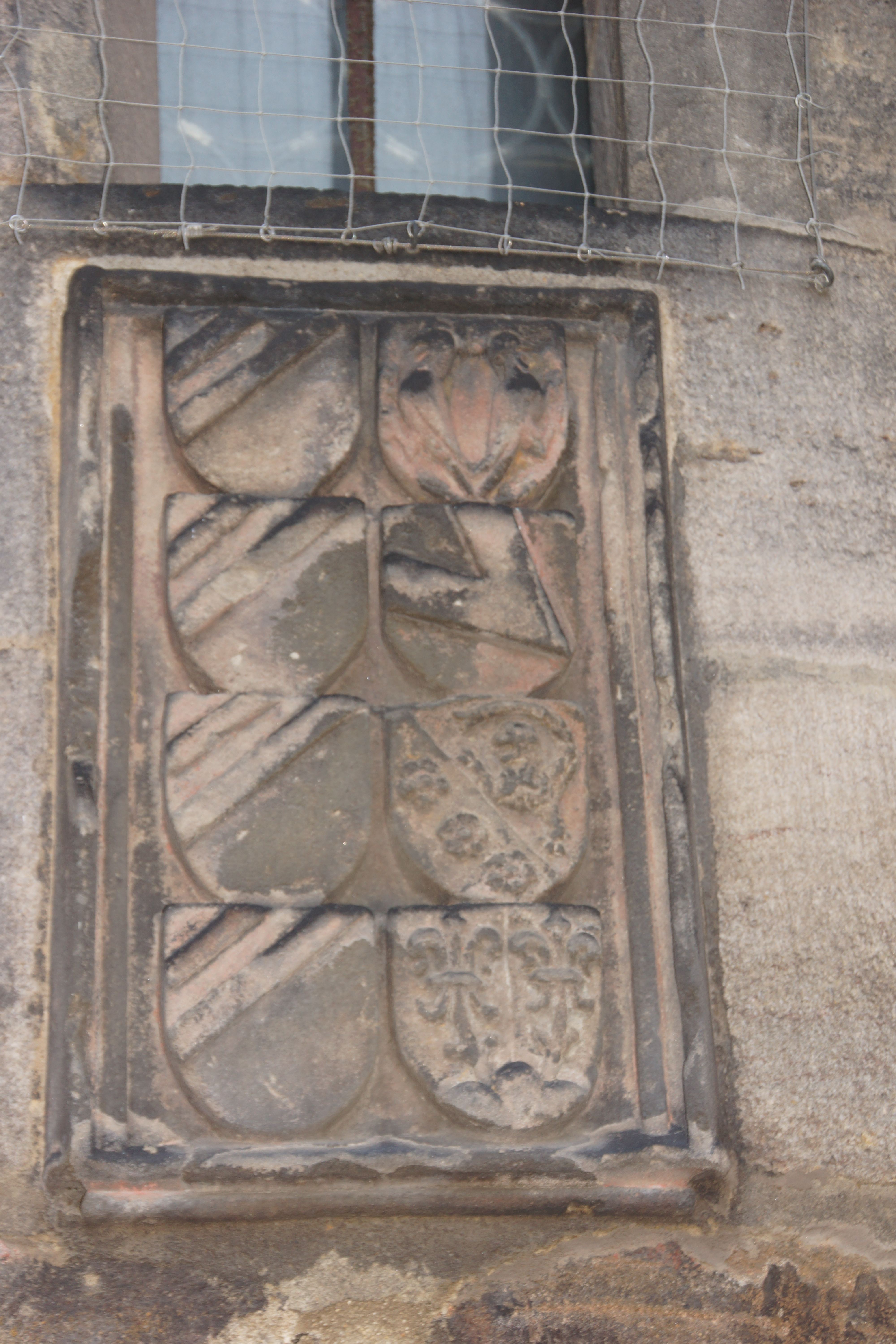
Stein mit verschiedenen Allianzwappen der Pömer an der Sebalduskirche
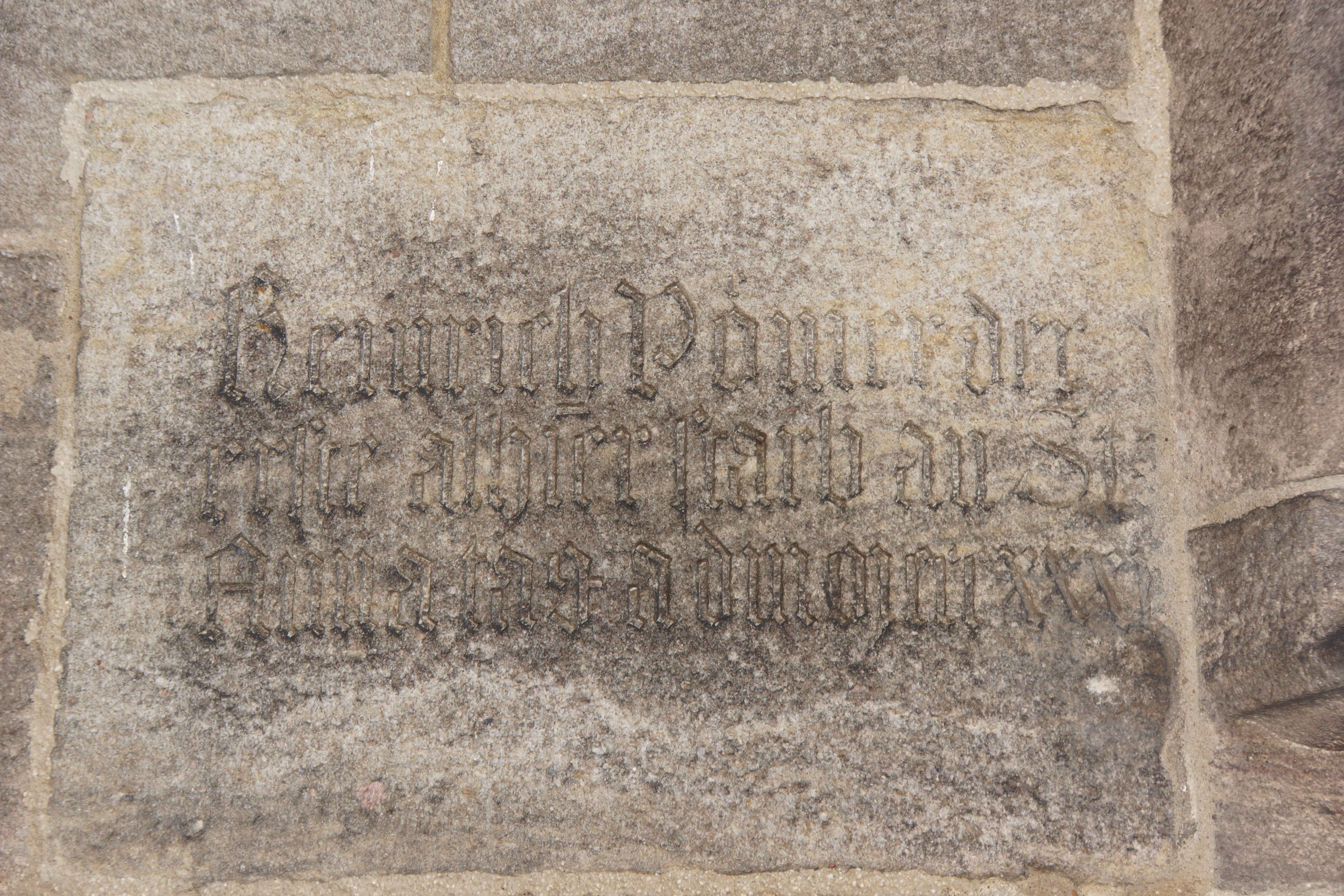
Grabstein des Heinrich Pömer, Sebalduskirche († 1494?)
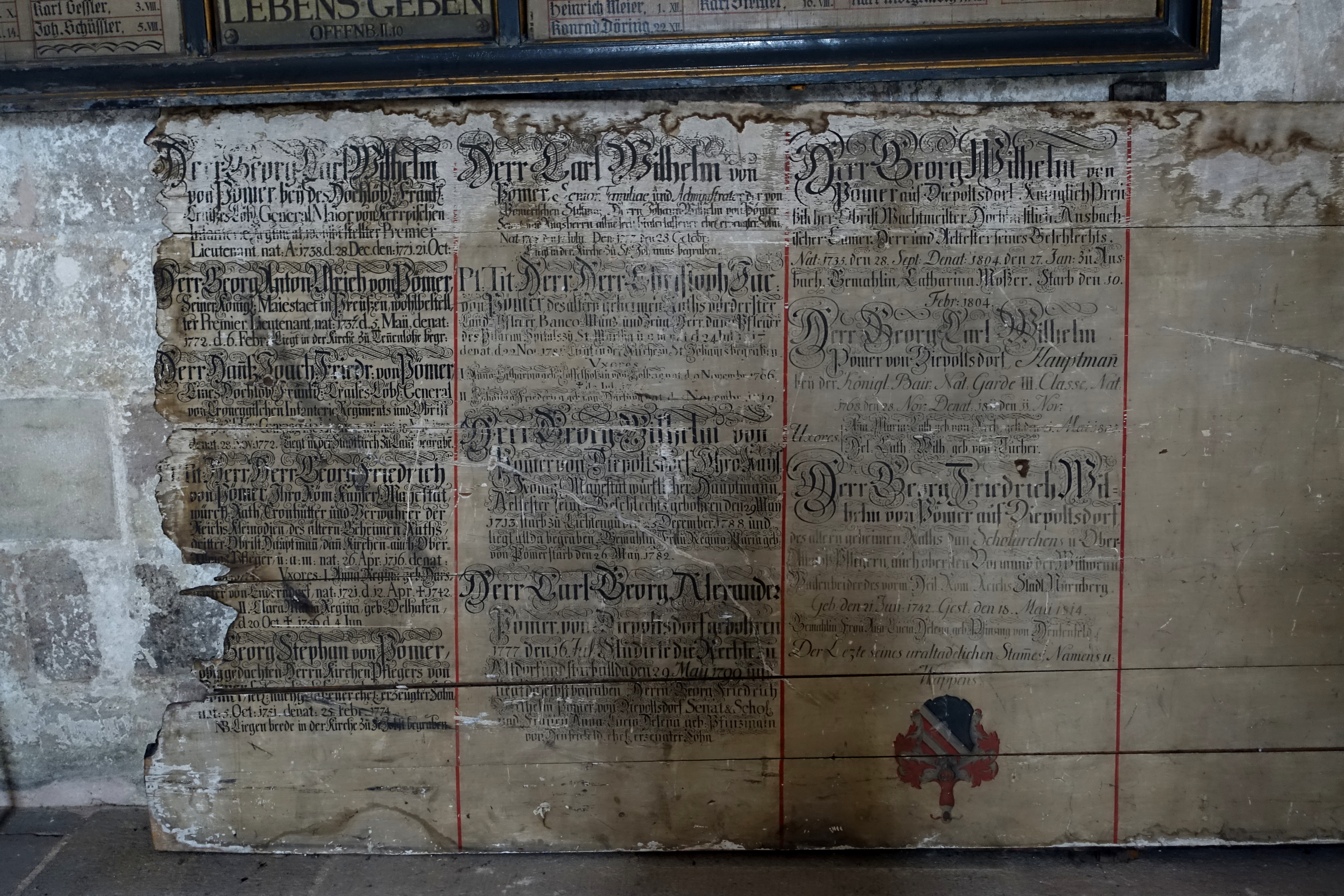
Pömerepitaph in der Sebalduskirche
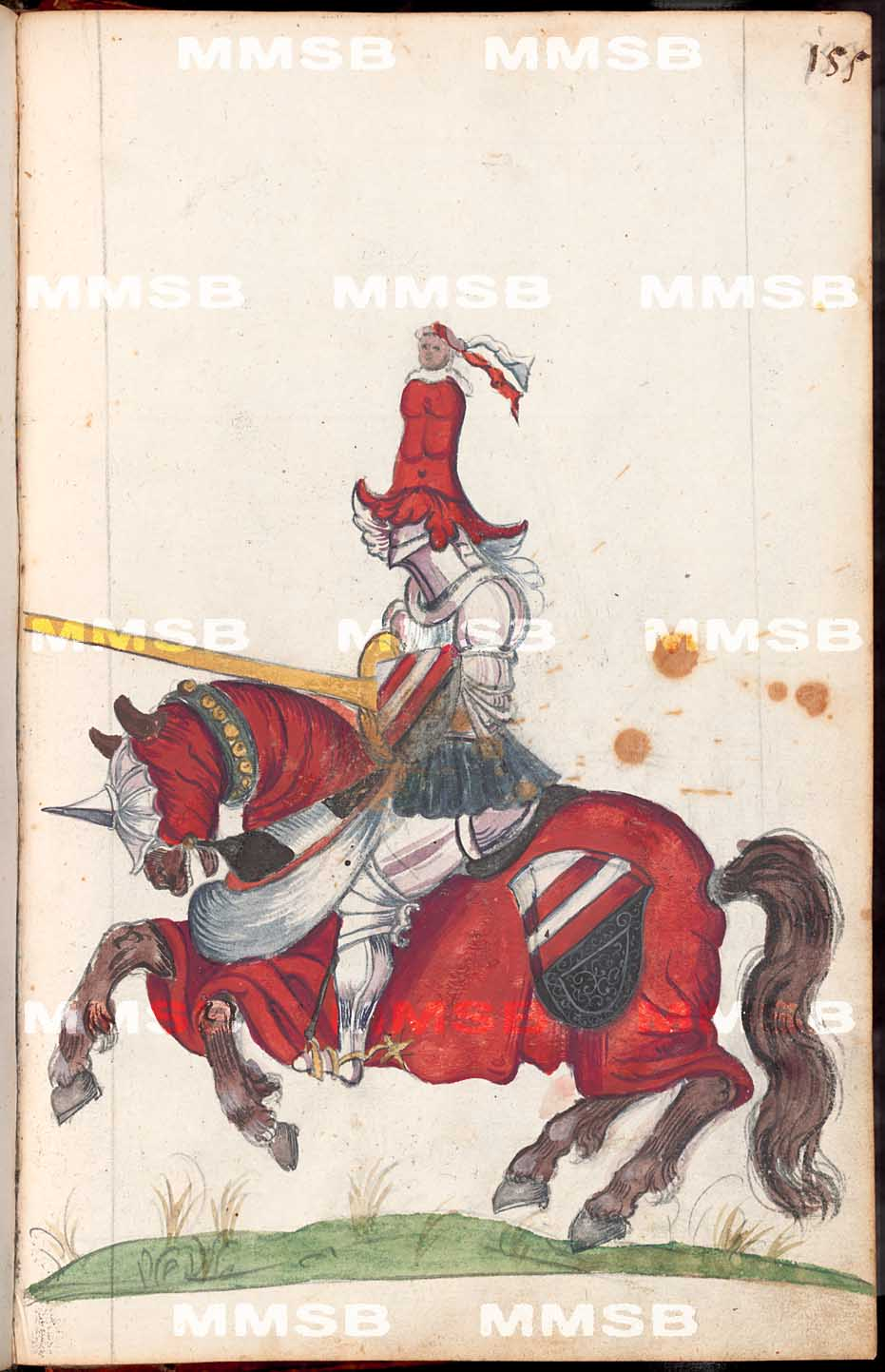
Schembartläufer mit Pömer-Wappen (16. Jhd.)
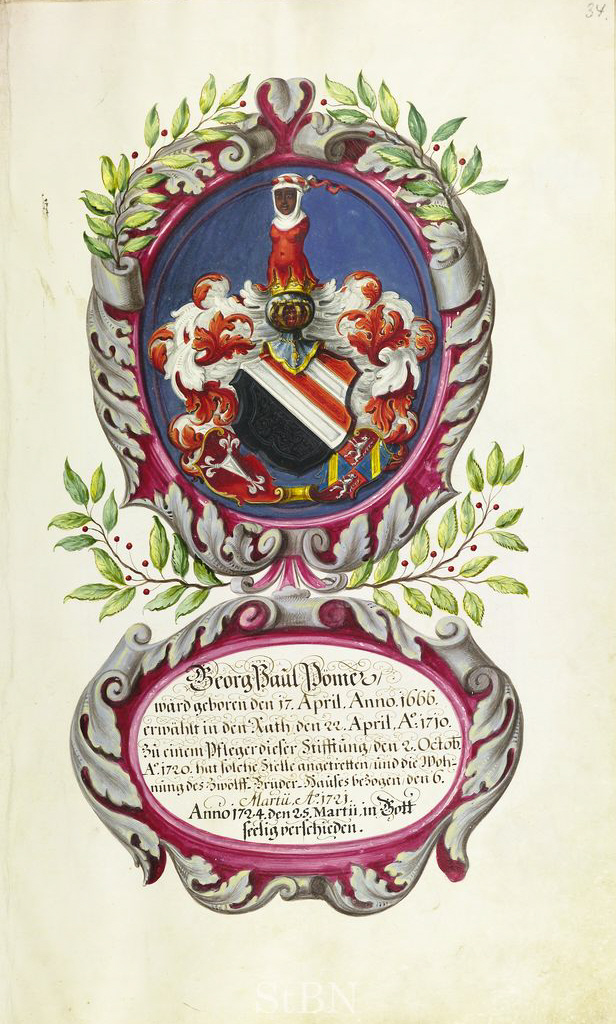
Wappen des Georg Paul Pömer, Pfleger der Landauer'schen Zwölfbrüderstiftung (1722)
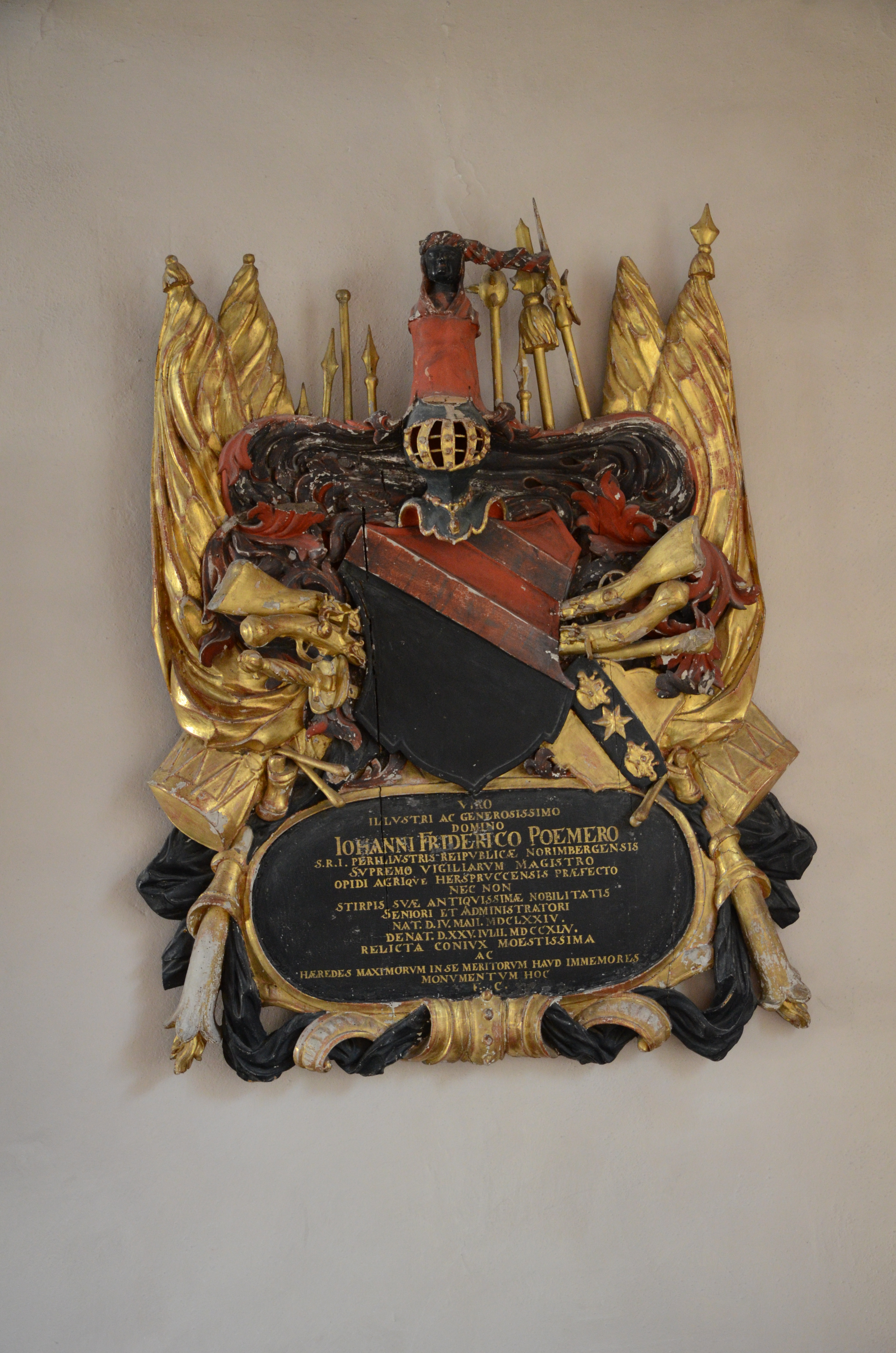
Epitaph für Johann Friedrich Pömer (1674–1745), Stadtkirche Hersbruck